# Delano Las Vegas
Delano Las Vegas at Mandalay Bay, anciennement appelé THE hotel, est une extension du complexe hôtelier Mandalay Bay de Las Vegas. Le Delano est un hôtel déluge et compte 1.117 chambres. Il est la propriété de MGM Resorts International.

## Description
"THE hotel at Mandalay Bay" était la première extension du Mandalay Bay Resort, un très grand complexe hôtelier de Las Vegas comprenant un hôtel Four Seasons. Il est situé près du Las Vegas Strip et mesure 148 mètres de haut (485 pieds) pour 43 étages..

## Histoire
Le site de THE hotel est l'ancien site du Hacienda Hotel. 
Puis en 1999, le Mandalay Bay voit le jour grâce au groupe MGM Mirage.
THE hotel at Mandalay Bay a ouvert ses portes en 2003.
À la suite de la crise économique de 2007-2012 et aux difficultés d'endettement du groupe MGM Resorts International, MGM Resorts s'est associé en août 2012 au groupe Morgans Hotel pour créer un nouvel hôtel- casino  à partir de la première extension THE hotel qui comprend 1100 suites. En 2014, l'hôtel sera renommé Delano Las Vegas. L'ensemble des suites et de la façade de l'immeuble seront rénovées pour marquer la différence avec le Mandalay Bay.
Le MGM Resorts International envisagerait de construire un autre Condo-hôtel (THE Place) situé en face du Mandalay Bay, sur une partie du terrain du Luxor (casino), et avec l'ancien design du THE Hotel.[citation nécessaire]

## Les services de l’hôtel

### Les chambres
- King Suite
- Queen Suite
- King Strip View
- Queen Strip View
- Panoramic Suite
- Penthouse Suite
- Dog Friendly Suite

- THE hotel ne disposait pas de son propre casino du fait de sa proximité du Mandalay Bay mais le Delano Las Vegas en détiendra un en propre selon ses propriétaires.
- un restaurant situé au 43e étage (le dernier) : le Mix Restaurant Mix (du groupe Alain Ducasse)
- deux salons : Mix Lounge (lui aussi situé au 43e étage) et THE Lounge
- un café : THE cafe
- une salle de gym : Fitness room
- un spa : The Bathhouse Spa

## Galerie

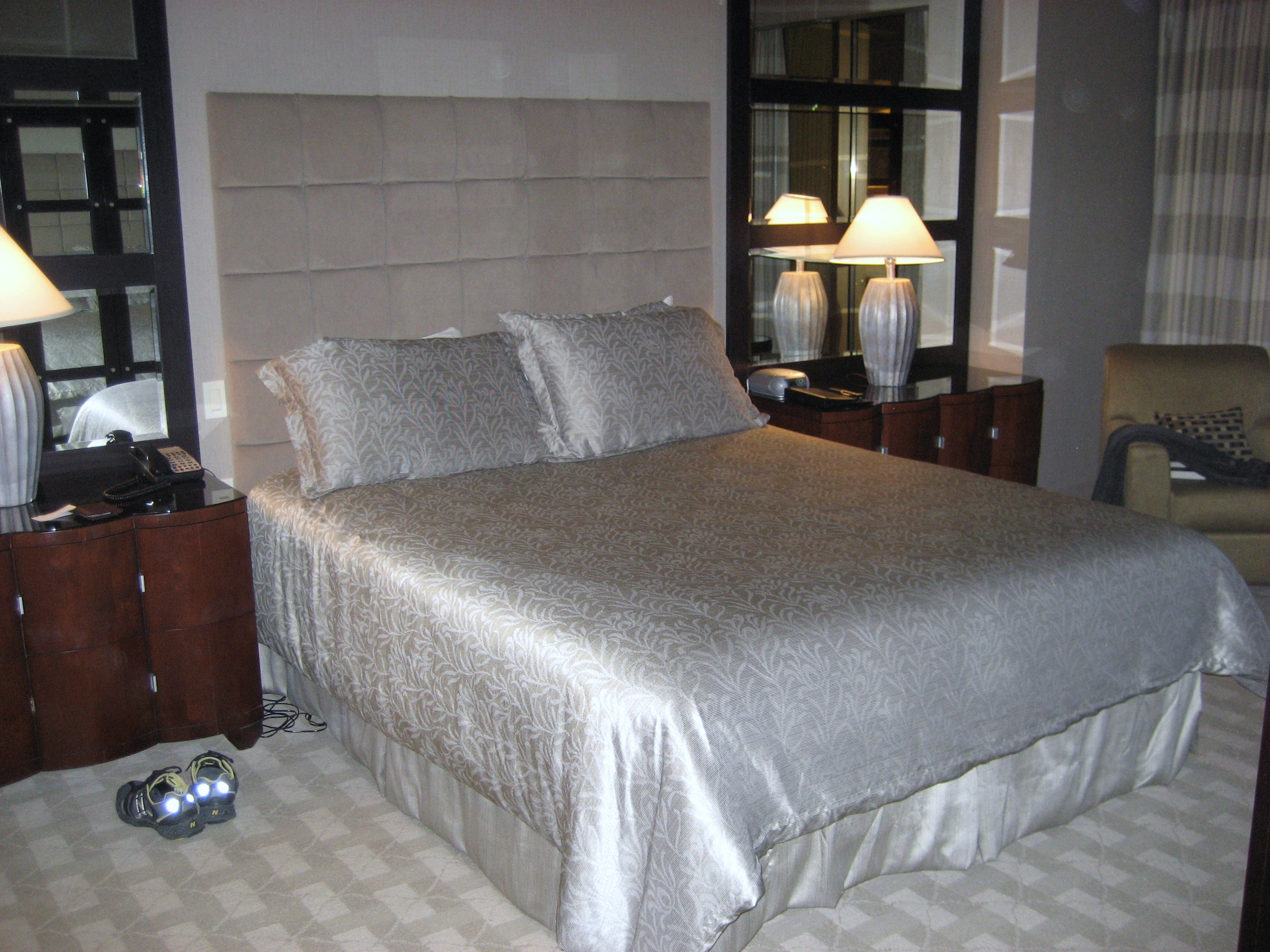
Une chambre de THE hotel